# Heterometra philiberti
Heterometra philiberti is een haarster uit de familie Himerometridae.
De wetenschappelijke naam van de soort werd in 1849 gepubliceerd door Johannes Peter Müller.